# Great Gaddesden
Great Gaddesden är en ort och civil parish i Storbritannien.   Den ligger i grevskapet Hertfordshire och riksdelen England, i den södra delen av landet, 40 km nordväst om huvudstaden London. Great Gaddesden ligger 110 meter över havet och antalet invånare är 931.
Terrängen runt Great Gaddesden är huvudsakligen platt. Great Gaddesden ligger nere i en dal. Runt Great Gaddesden är det tätbefolkat, med 790 invånare per kvadratkilometer. Närmaste större samhälle är Luton, 11,5 km nordost om Great Gaddesden. Trakten runt Great Gaddesden består till största delen av jordbruksmark.